# Team NSP-Ghost/2012
Deze pagina geeft een overzicht van de Team NSP-Ghost-wielerploeg in 2012.

## Algemeen
Algemeen manager: Thomas Kohlhepp
Ploegleiders: Lars Wackernagel, Peter Rohracker
Fietsmerk: Ghost

## Renners
| Naam              | Geboortedatum | Nationaliteit | Ploeg 2011           |
| ----------------- | ------------- | ------------- | -------------------- |
| Daniel Domínguez  | 16-06-1985    | Spanje        | Tusnad               |
| Jacob Fiedler     | 20-06-1987    | Duitsland     |                      |
| Sven Forberger    | 26-05-1984    | Duitsland     |                      |
| Sebastian Forke   | 13-03-1987    | Duitsland     | Nutrixxion Sparkasse |
| Markus Fothen     | 09-09-1981    | Duitsland     |                      |
| Sergej Fuchs      | 21-02-1987    | Duitsland     | Nutrixxion Sparkasse |
| René Heinze       | 22-05-1987    | Duitsland     | geen                 |
| René Hooghiemster | 30-07-1986    | Nederland     | geen                 |
| Yannick Mayer     | 15-02-1991    | Duitsland     |                      |
| Léo Menville      | 11-10-1988    | Frankrijk     |                      |
| René Obst         | 21-06-1977    | Duitsland     |                      |
| Steffen Radochla  | 19-10-1979    | Duitsland     | Nutrixxion Sparkasse |
| Lucas Schädlich   | 25-11-1988    | Duitsland     |                      |
| Stefan Schäfer    | 06-01-1986    | Duitsland     | LKT Team Brandenburg |
| Jonas Schmeiser   | 11-07-1987    | Duitsland     |                      |
| Tino Thömel       | 06-06-1988    | Duitsland     |                      |

## Overwinningen
Szlakiem Grodów Piastowskich
3e etappe: Tino Thömel
2011 · 2012 · 2013